# Sérigny (Orne)
Sérigny è un comune francese di 387 abitanti situato nel dipartimento dell'Orne nella regione della Normandia.

## Società

### Evoluzione demografica
Abitanti censiti